# Prince Edward Island Liberal Party
Die Prince Edward Island Liberal Party ist eine liberale Partei in der kanadischen Provinz Prince Edward Island. Wie bei Regionalparteien in Kanada üblich, ist sie nur lose mit der Mutterpartei auf Bundesebene, der Liberalen Partei Kanadas verbunden. Bei den Wahlen im April 2019 verloren die Liberalen erstmals nach zwölf Jahren ihre Mehrheit in der Legislativversammlung von Prince Edward Island; sowohl die Konservativen als auch erstmals die Grünen errangen mehr Mandate.
Seit ihrer Gründung im Jahr 1851 sind die Liberalen neben den Konservativen die einzige Partei, die auf Provinzebene die Regierung stellte. Zwischen beiden Parteien bestehen nur wenige Unterschiede: Beide positionieren sich in der Mitte des politischen Spektrums, wobei die Liberalen in einzelnen Sachfragen eher nach links, die Konservativen eher nach rechts tendieren. Die Liberalen finden ihre Anhänger traditionell eher bei Katholiken und bei französischsprachigen Akadiern im Westen der Insel, die Konservativen eher bei Protestanten und im Osten der Insel.

## Premierminister
| - George Coles (1851–54, 1855–59, 1867–69) - Joseph Hensley (1869) - Robert Haythorne (1869–70, 1872–73) - Louis Henry Davies (1876–79) - Frederick Peters (1891–97) - Alexander Warburton (1897–98) - Donald Farquharson (1898–1901) - Arthur Peters (1901–1908) - Francis Haszard (1908–1911) - Herbert James Palmer (1911) - John Howatt Bell (1919–23) | - Albert Charles Saunders (1927–30) - Walter Maxfield Lea (1930–31, 1935–36) - Thane Campbell (1936–43) - John Walter Jones (1943–53) - Alexander Wallace Matheson (1953–59) - Alex Campbell (1966–78) - Bennett Campbell (1978–79) - Joe Ghiz (1986–93) - Catherine Callbeck (1993–96) - Keith Milligan (1996) - Robert Ghiz (2003–15) - Wade MacLauchlan (2015–19) |